# イソガニ
イソガニ（磯蟹、学名Hemigrapsus sanguineus） は、十脚目モクズガニ科（旧分類ではイワガニ科）に分類されるカニの一種。西太平洋の熱帯から亜寒帯地域まで広く分布し、和名通り海岸の水際や水中でよく見られる。

## 形態
成体は甲幅25mmほどだが、稀に甲幅38mmに達する大型個体もいて、これは陸生のアカテガニより大きい。体つきはやや扁平、甲表面はほぼ平滑で、弱く膨らむ。甲の前側縁（両脇）には眼窩の外側も含めて3個の鋸歯がある。鉗脚は左右が同じ大きさで、特にオスの鉗脚は大きく発達し、はさみの関節部にキチン質の柔らかい袋がある。但しメスの鉗脚は小さくキチン質の袋もない。体色は甲表面が緑灰色と紫の斑模様、歩脚も緑灰色と紫の横縞模様で、腹面はほとんど白い。類似種のヒライソガニとちがい、個体間で大きな模様の変異はない。
同属種のケフサイソガニやタカノケフサイソガニはオスのはさみの関節部に袋ではなく毛の束がある点で区別できる。ヒメケフサイソガニとスネナガイソガニも同属種だが、こちらは甲幅数mm程度の小型種である。

## 生態
樺太から中国東岸、東南アジア、オーストラリア、ハワイまでの西太平洋沿岸部に広く分布し、日本でも各地で見られる。なお1988年にアメリカ合衆国ニュージャージー州、1999年にはフランス北部のル・アーヴルで発見され、その後も北アメリカ大西洋岸や北海沿岸でも分布を広げている。これらは船舶のバラスト水に幼生が混入し、その船の寄港先に侵入した外来個体群とみられる。
岩礁や転石からなる海岸の潮間帯・潮下帯に生息し、外洋・内湾ともに見られる。汽水域にも居るが海水の影響が強い区域に多く、塩分濃度が低い区域には殆ど居ない。隠れ場所が全くない砂泥地には居ないが、転石、カキ殻、コンクリート人工物等があればその物陰に潜んでいることがある。扁平な体はこのような物陰に潜むのに都合がよい。潜んでいる石を引っ繰り返すと素早く走り、近くの物陰へ逃げ込む。食性は雑食性で、海藻、小魚、ゴカイ、貝類など、いろいろなものを食べる。いっぽう敵は鳥類やクロダイ、タコ等である。日本での繁殖期は4月下旬-8月で、この時期には抱卵したメスが見られる。
なお、本種を含む岩礁海岸生のカニの腹部にはウンモンフクロムシ（ Sacculina confragosa ）が寄生することがある。

## 利用
日本では岩石のある海岸には普通に生息し、個体数も多い。磯遊びではイワガニやオウギガニ等とともに目にする機会が多い。
飼育も可能だが、汚れた海水や真水ではすぐに死んでしまう。エアレーションと水の清潔さを保つ管理が必要だが、海産のカニでは比較的飼育しやすい。生命力も強く、鰓が濡れる程度の海水と適度な温度が保たれれば陸上でもしばらく生きている。
あまり食用にはしないが、味噌汁等で食用にされることがある。またクロダイ、イシダイ等の釣り餌として利用でき、販売もされている。

## 類似種

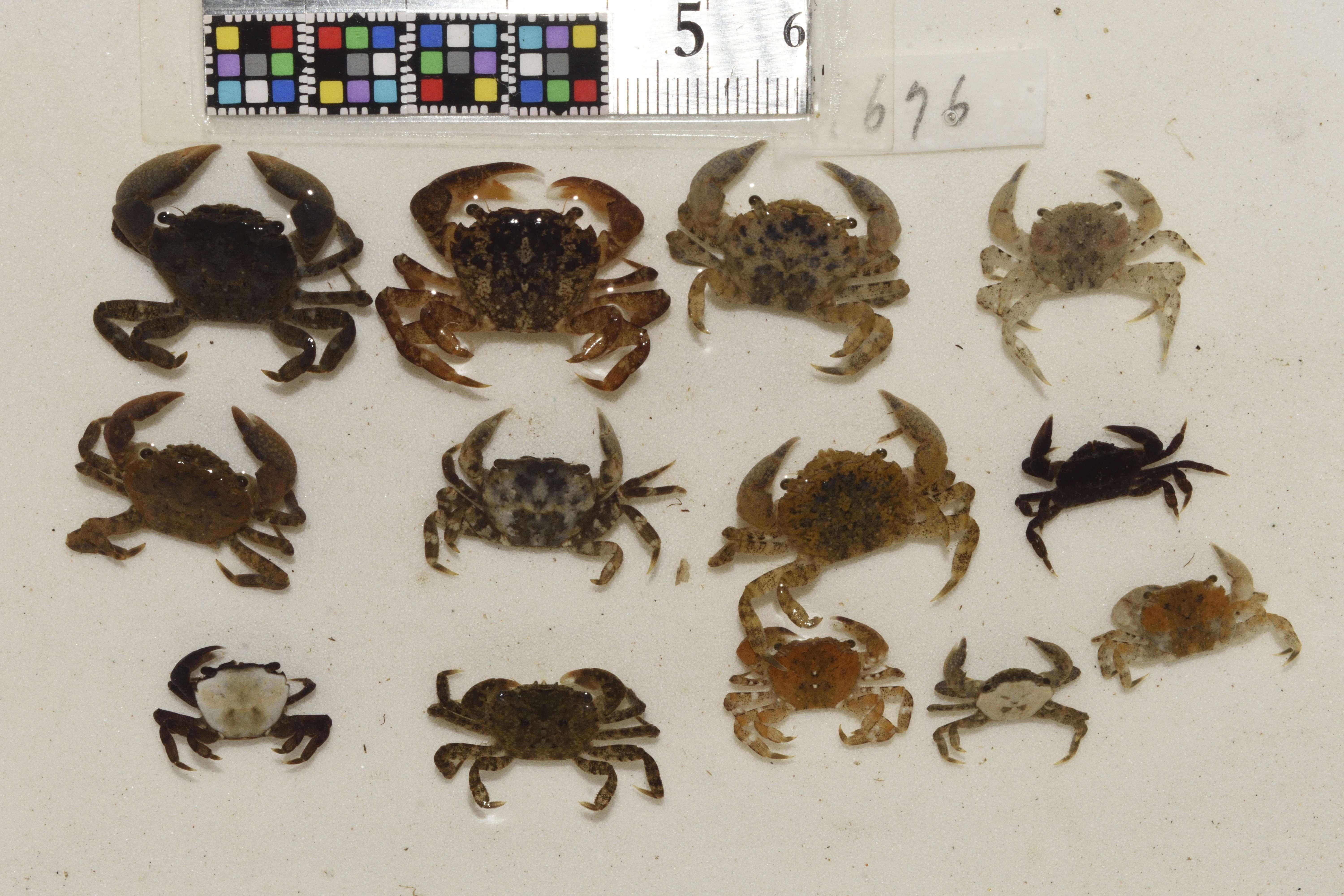
ヒライソガニの多様な色彩（玄界灘）

「イソガニ」と名のついたカニは他にもいる。また形態や生態が似た種類も多い。
ケフサイソガニ Hemigrapsus penicillatus (De Haan, 1835)
甲幅30mmほど。腹側に小さな黒斑が散在することでイソガニやヒライソガニと区別できる。和名通りオスのはさみの関節部に細かい毛が円形に密集して生えていて、外側の毛の束が小さい。メスの鋏には毛がない。体色は緑褐色-黄褐色で、ヒライソガニほど変異は多くないものの、左右に一対の白い斑紋を持つ個体や黒いシミ状の斑紋を持つ個体もいる。北海道から台湾、朝鮮半島、中国、ハワイまでの北西太平洋に分布し、内湾海岸や汽水域に生息する。塩分濃度が低い区域にも進出するが、淡水域にはいない。
タカノケフサイソガニ H. takanoi Asakura et Watanabe, 2005
ケフサイソガニと同様にオスのはさみの関節部に毛の束があるが、内側・外側どちらもほぼ同じ大きさになる。嘗てはケフサイソガニと混同されていたが形態と遺伝的な差異が明らかにされ、新種として記載された。またヨーロッパ等にも外来種として侵入している。
ヒメケフサイソガニ H. sinensis Rathbun, 1931
甲幅4mmほどの小型種で、体表に軟毛が密生する。本州中部から九州まで分布し、干潟のカキ殻の中に潜む。
スネナガイソガニ H. longitarsis (Miers, 1879)
甲幅15mmほどの小型種。和名通り歩脚が長い。北海道から九州にかけて分布し、内湾の藻場に生息する。
ヒライソガニ Gaetice depressus (De Haan, 1833)
甲幅25mmほどで、イソガニよりもやや小型。和名通り甲は膨らまず著しく扁平。オスの鉗脚は指の間にすき間があり、外側に橙色を帯びる。イソガニとちがって白、褐色、紫色など、個体間で体色や模様が非常に変異に富む。北海道から台湾、中国まで分布する。

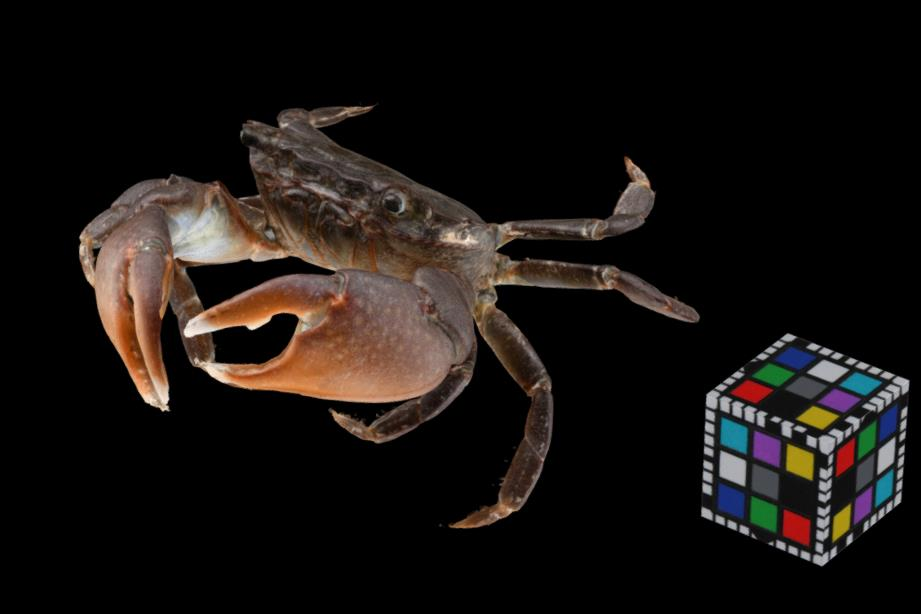
ヒライソガニ（玄界灘）の３Ｄモデル

タイワンヒライソモドキ Ptychognathus ishii Sakai, 1939
甲幅10mmほどの小型種。甲は扁平だが、オスのはさみの関節部に毛の束があり、ヒライソガニとケフサイソガニの中間のような形態である。紀伊半島から台湾まで分布し、河口の汽水域上限付近に生息する。
アカイソガニ Cyclograpsus intermedius Ortmann, 1894
甲幅25mmほど。丸みを帯びた甲、赤い体色、長い歩脚をもつ。インド太平洋熱帯・温帯域に広く分布し、外洋に面した転石海岸の飛沫帯に生息する。イソガニとちがい海中には殆ど入らない。
ヒメアカイソガニ Acmaeopleura parvula Stimpson, 1858
甲幅10mmほどの小型種。甲は短毛が密生し艶がない。はさみの関節部に毛の束がある。東北地方から南西諸島まで分布し、外洋に面した転石海岸の満潮線付近の転石下に生息する。地表に出てくることは殆どない。驚くと擬死をする。